# Dean Severin
Dean Severin (Bochum, ...) è un giocatore di football americano tedesco che gioca come kicker per gli Assindia Cardinals.